# Орехов, Максим Александрович
Макси́м Алекса́ндрович Оре́хов (род. 24 июля 1984, Москва) — российский гобоист, с 2003 по 2010 г. — артист Российского национального оркестра (английский рожок), с 2010 года артист Национального филармонического оркестра России (гобой), с 2008 года — преподаватель Центральной средней специальной школы при Московской консерватории им. П. И. Чайковского, лауреат юношеских исполнительских конкурсов.

## Биография
Родился 24 июля 1984 года в Москве в семье музыкантов. В 1991—2002 годах учился в Центральной средней специальной музыкальной школе при Московской консерватории (класс профессора Г. П. Керенцева), которую окончил с отличием. В 2007 году закончил Московскую государственную консерваторию им. П. И. Чайковского (класс профессора Г. П. Керенцева; после его смерти в 2006 — класс доцента А. Ю. Уткина).

## Победы на конкурсах
- Второй международный конкурс юных исполнителей на духовых инструментах (Москва, 1997)
- Конкурс «Н. Рубинштейн и московская композиторская школа» (Москва, 1997)
- «Классическое наследие» (Москва, 1997)
- Телеконкурс «Юные музыканты Москвы» (Москва, 1997)
- Первый московский конкурс юных гобоистов, посвящённый восьмидесятилетию И. Ф. Пушечникова (Москва, 1998)
- Третий конкурс «Юные таланты России» (Москва, 1999)
- Международный радиоконкурс «Концертино Прага» (Прага, 2001)